# Eerste Drentse vereniging van Stoomliefhebbers

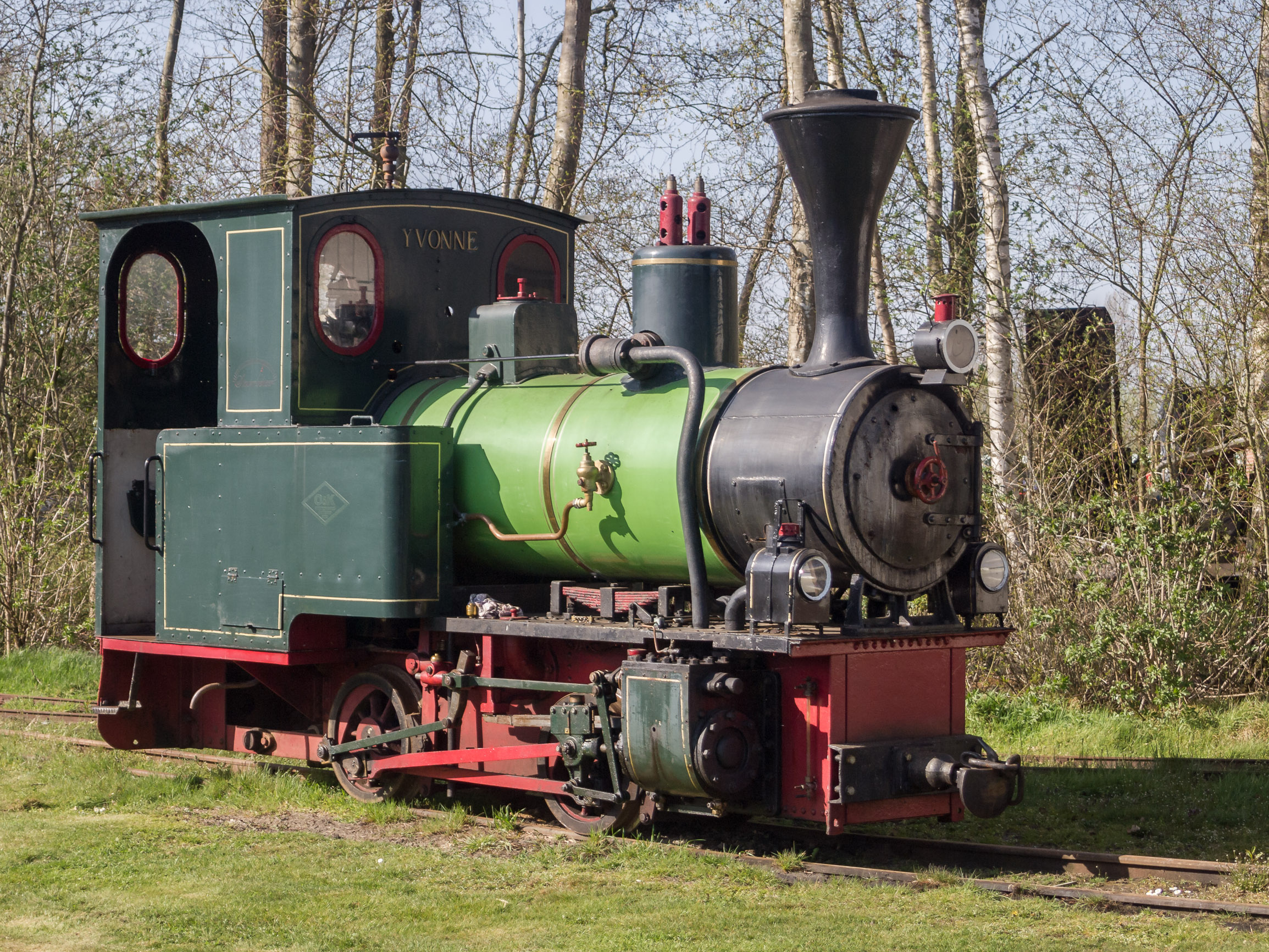
Stoomloc van de EDS; 15 april 2015.

De Eerste Drentse vereniging van Stoomliefhebbers (EDS) is gehuisvest in het Veenpark te Barger-Compascuum waar op twee veldspoorlijntjes, elk ongeveer 2 km lang, rondritten voor het publiek gereden worden. De stichting werd opgericht in 1986 met als doel het restaureren van twee smalspoor industrie-stoomlocjes van de fabrikant Orenstein & Koppel
De twee stoomlocomotieven zijn: loc 11648 'Hoogeveen', gebouwd in 1928 door Orenstein & Koppel, sinds 1984 bij het Veenpark, en loc 12246 'Hoogeveen', gebouwd in 1933 door Orenstein & Koppel, sinds 1985 bij het Veenpark. Tot 2016 was loc 12246 rijvaardig, deze is in 2016 afgelost door loc 11648.
Naast de twee stoomlocomotieven heeft de EDS ook nog negen diesellocomotieven, waarvan slechts een aantal rijvaardig is.

## Rondritten
Vanaf het station Berkenrode, het voormalige tramstation van Emmen, rijdt de Dorpstrein een rondje om het veendorp met tussenstops bij de station t Aole Compas en Bargermond. De Veentrein maakt een rit over het hoogveengedeelte van het park, met een uitgebreide stop bij de turfafgraving.

### Voormalige stations
Op een onbekende datum na 2017 is station 't Oale Compas, dat eerder na de brug lag, zo'n 130 meter naar het westen verplaatst. De huidige halte ligt ter hoogte van het "huisje veenarbeider" op de grens tussen veendorp Bargermond en dorpje 't Oale Compas. Vanuit de dorpstrein is het oude station nog altijd te zien
Aan het traject van de Veentrein lag ter hoogte van het Harmonium Museum en de aardappelmeel-fabriek (voormalig) station De Twee Provinciën. Anno 2024 word hier niet meer gestopt

## Afbeeldingen

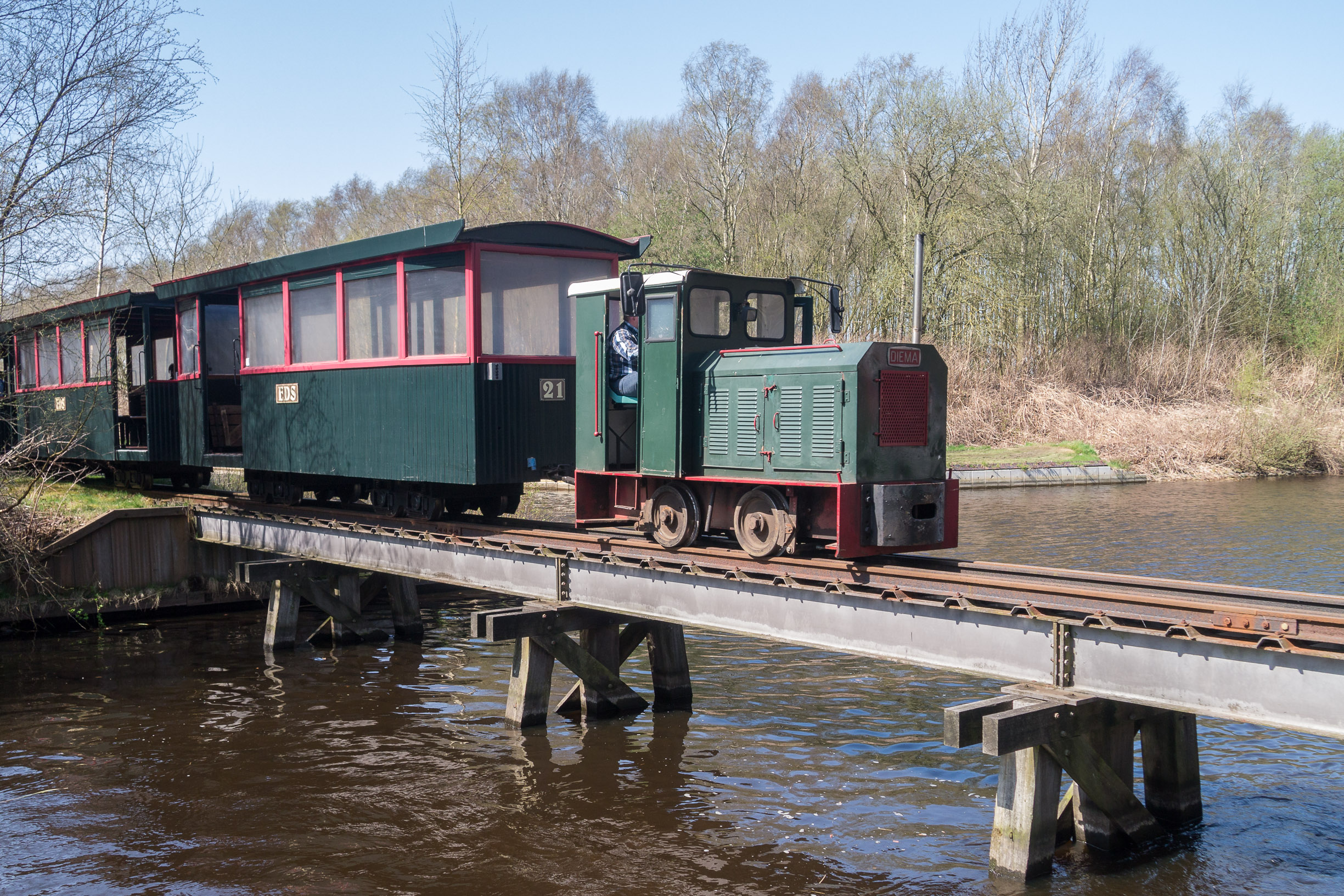
Smalspoordieseltrein in het Veengebied (15 april 2015)
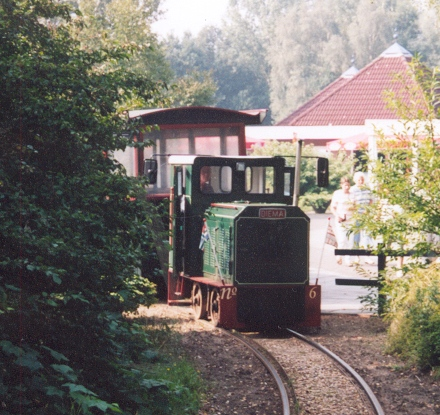
Diema-diesellocomotief in het Veenpark
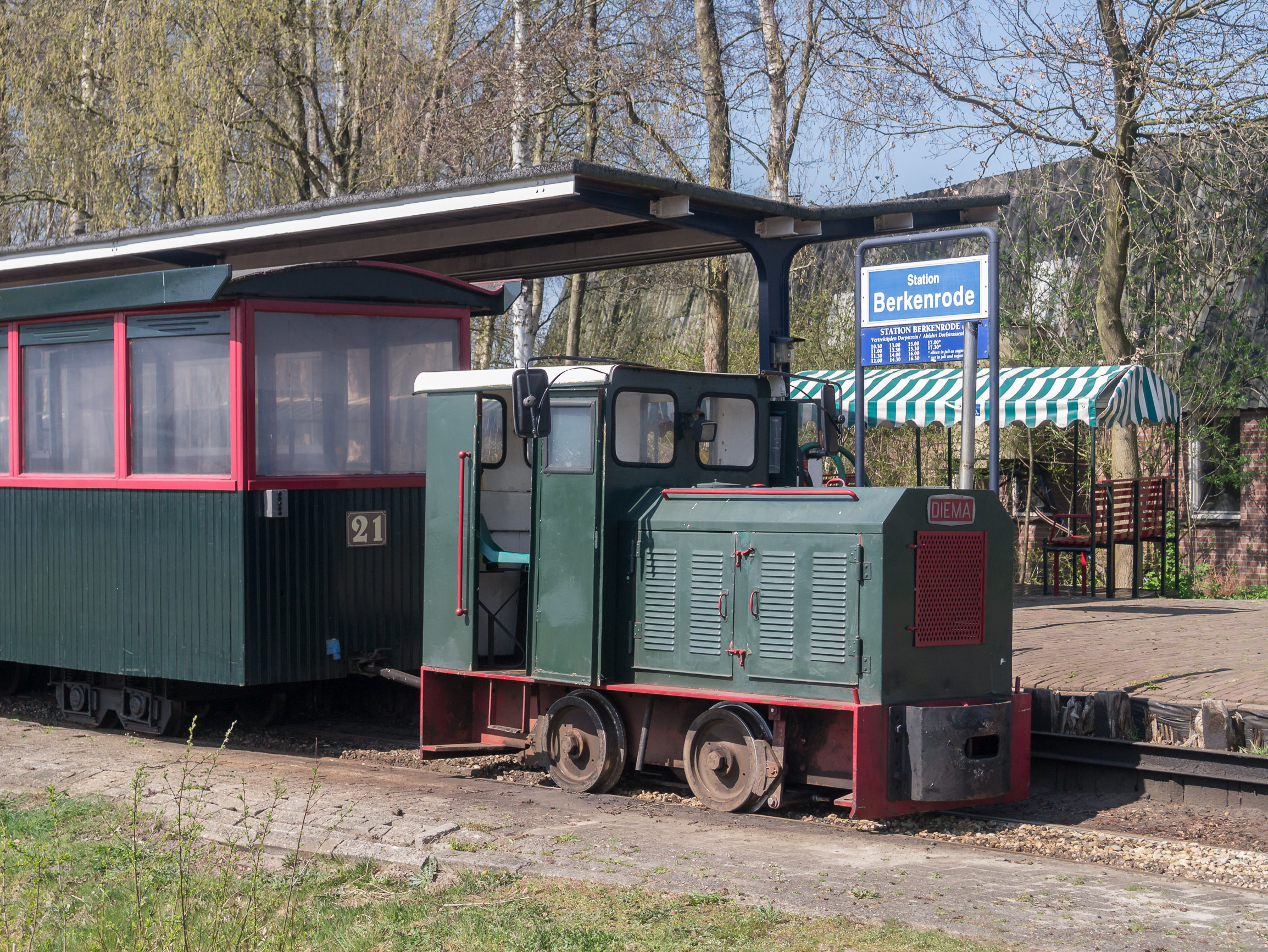
Diema-dieselloc bij het station Berkenrode in het veenpark Barger-Compascuum (15 april 2015)
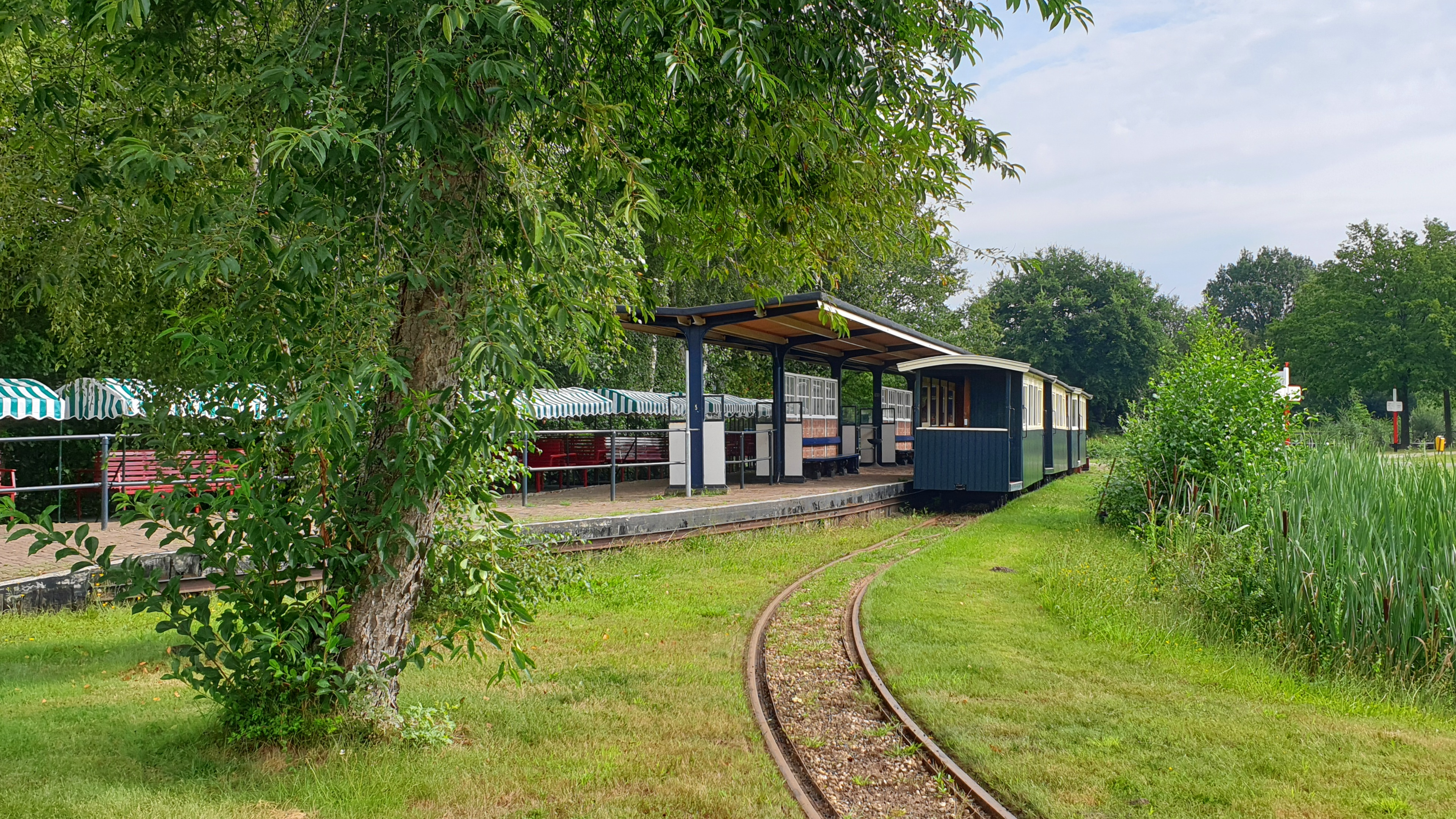
Station Berkenrode, gezien vanaf het hoofdgebouw (2024)
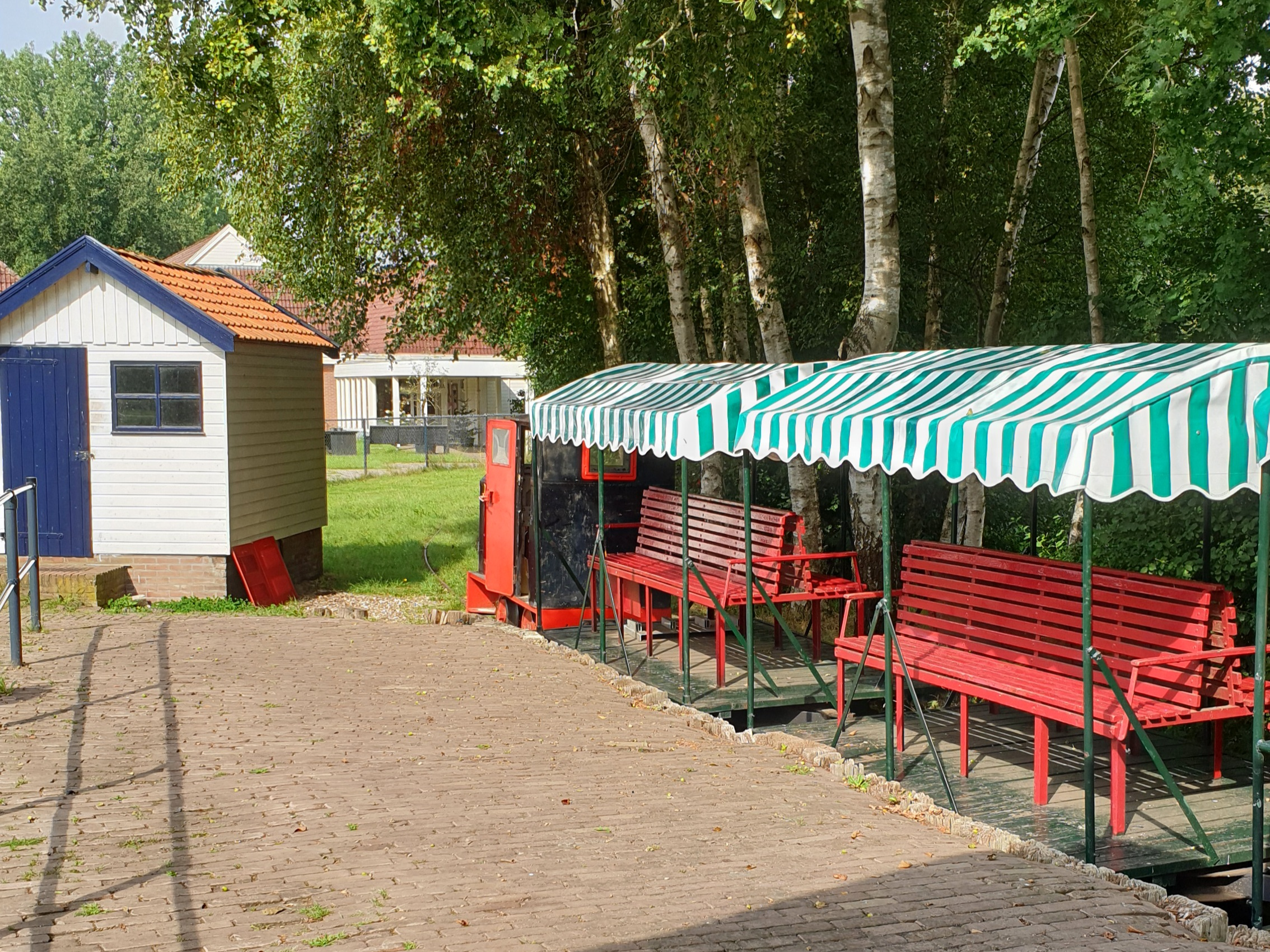
De Veentrein op station Berkenrode (2024)
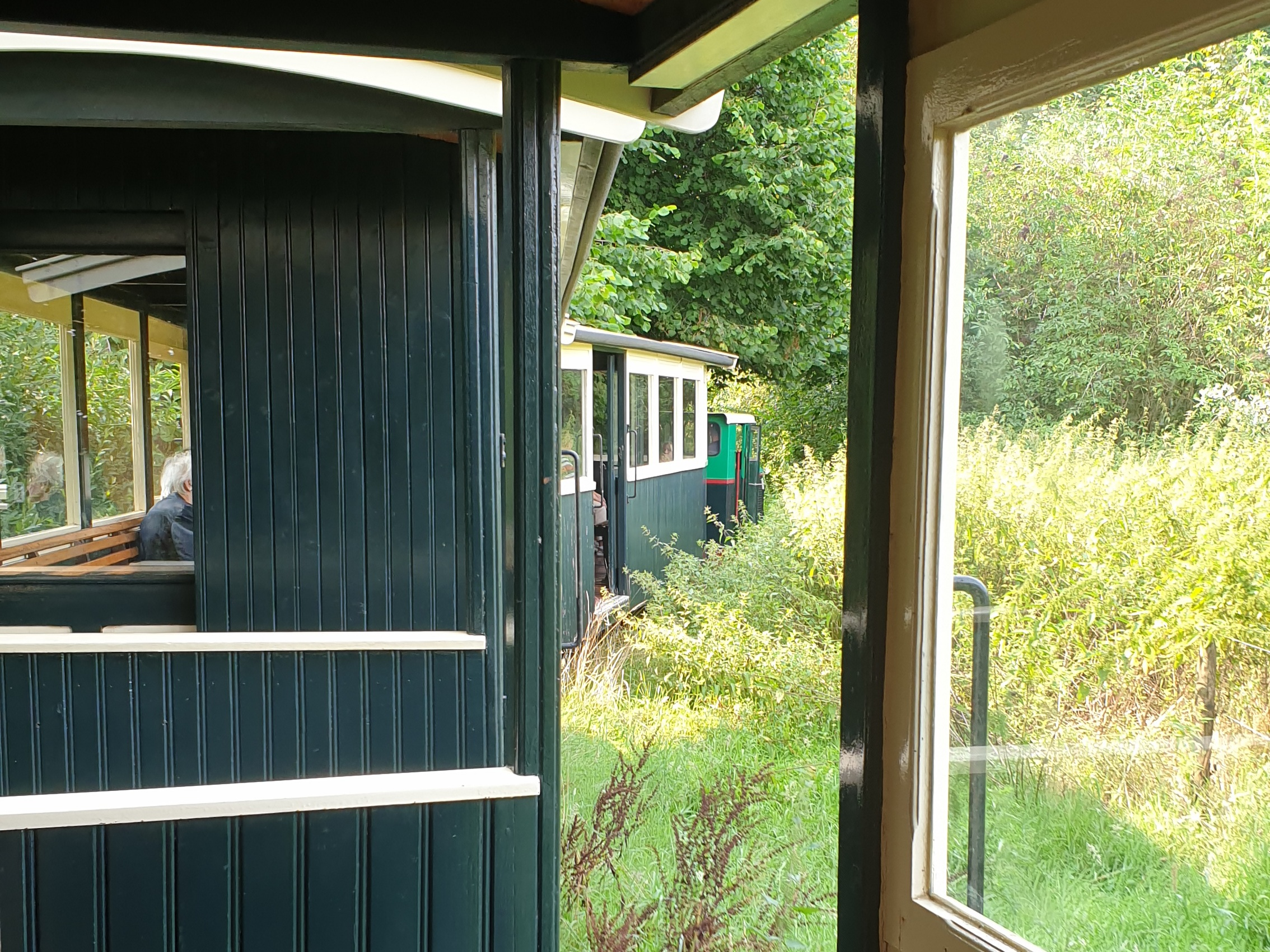
Aan boord van de Dorpstrein (2024)
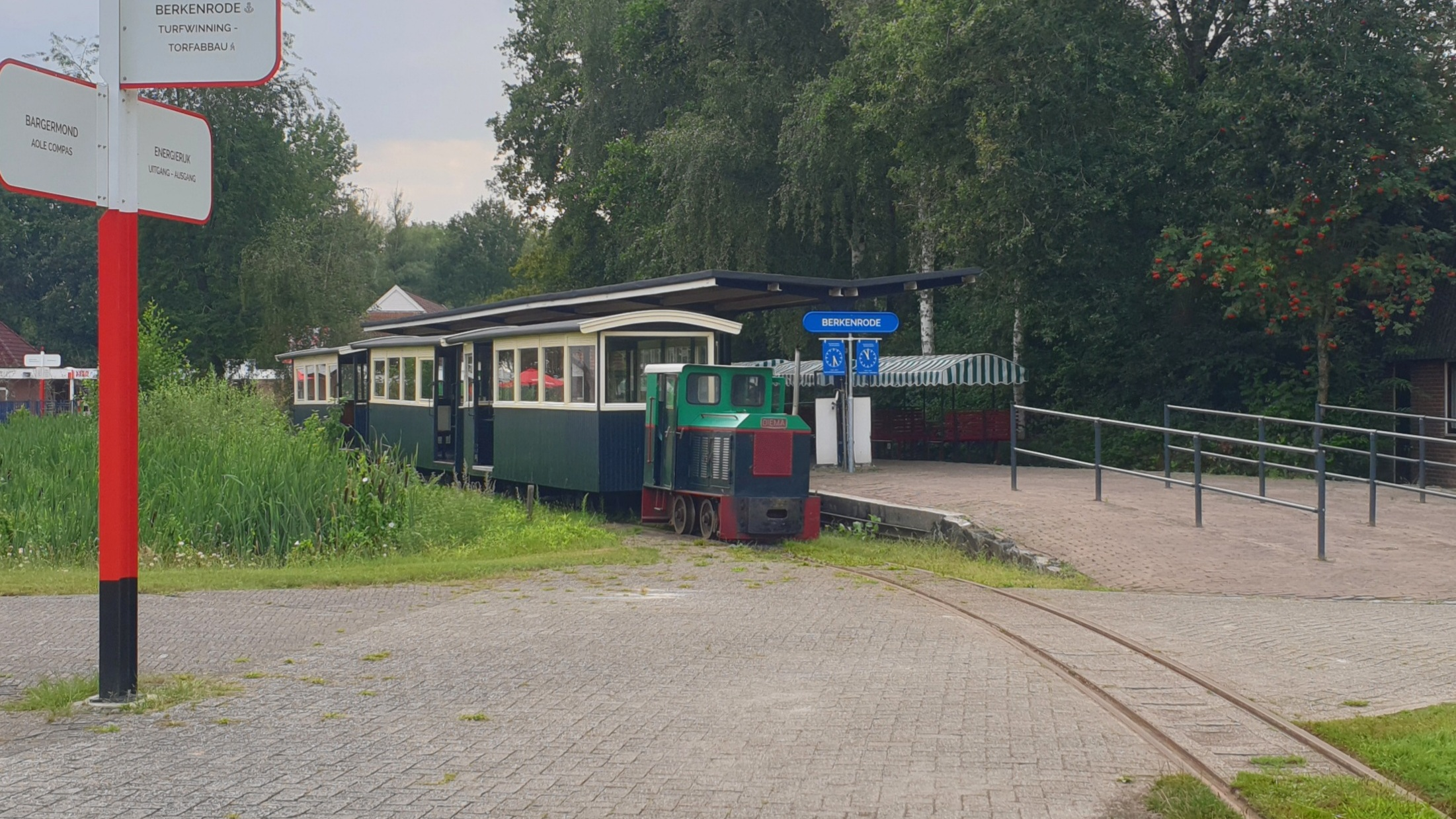
Station Berkenrode (2024)
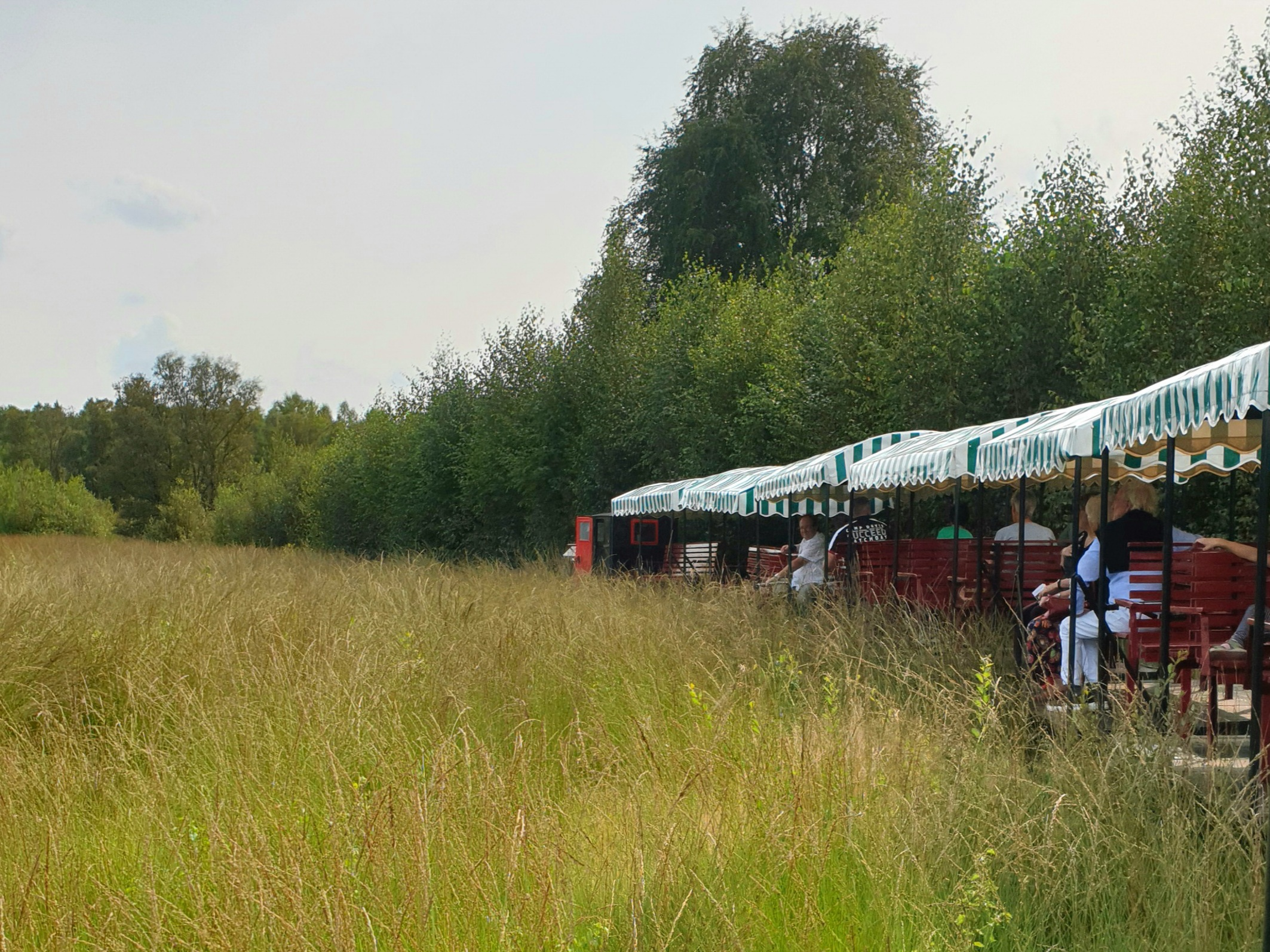
De Veentrein onderweg over het hoogveen (2024)
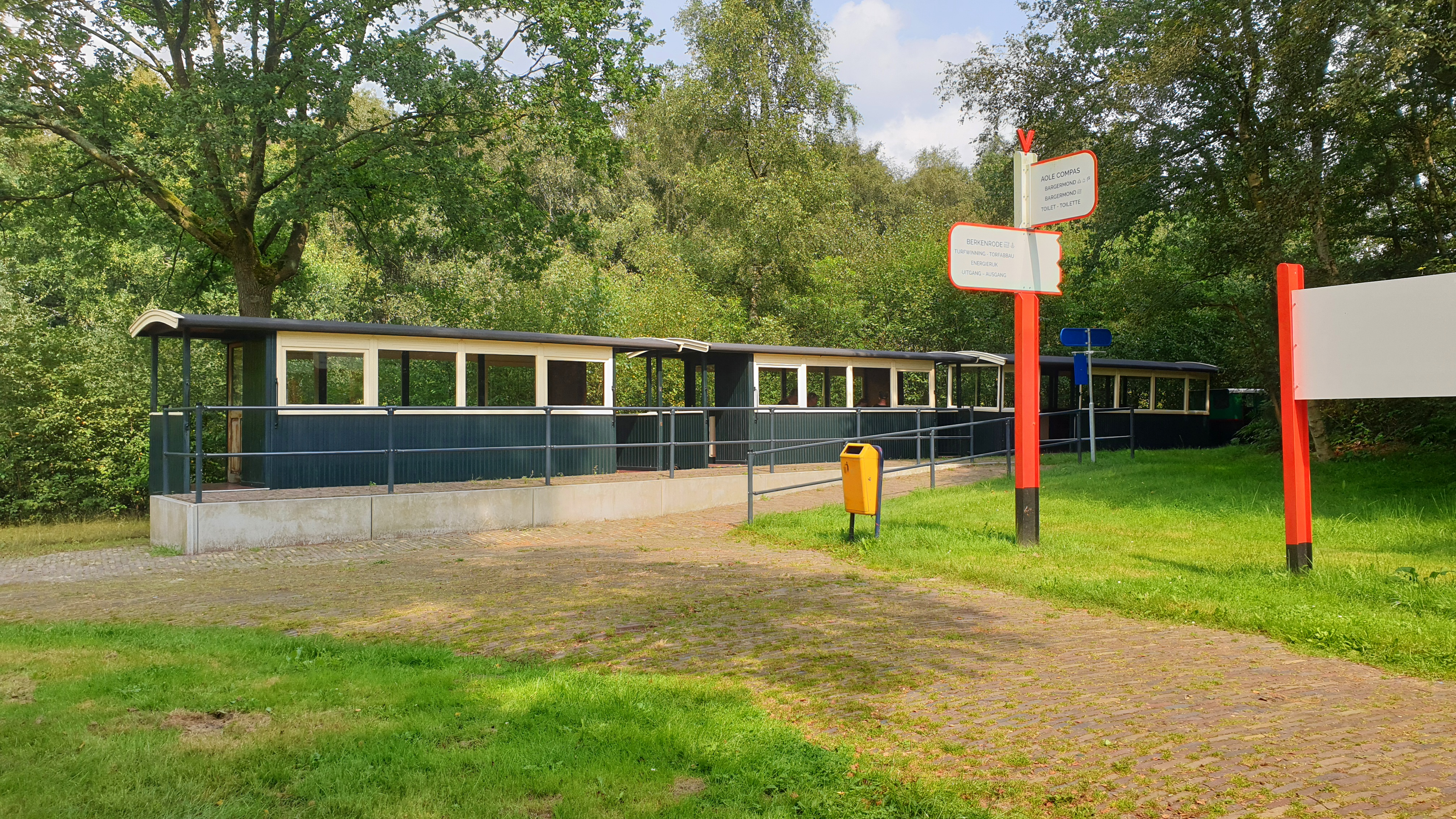
Huidig station 't Oale Compas (2024)
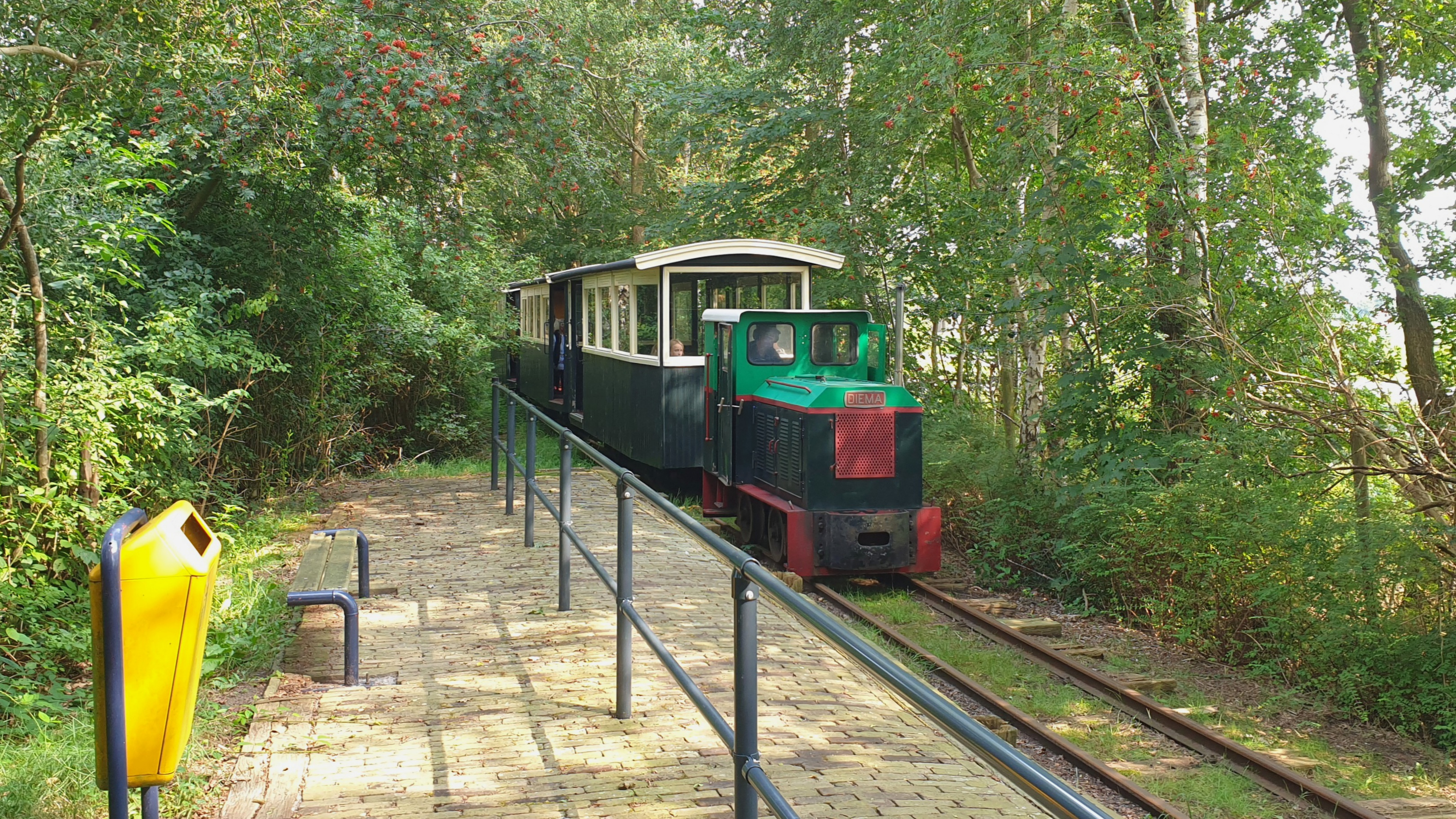
De Dorpstrein komt aan bij station Bargermond (2024)
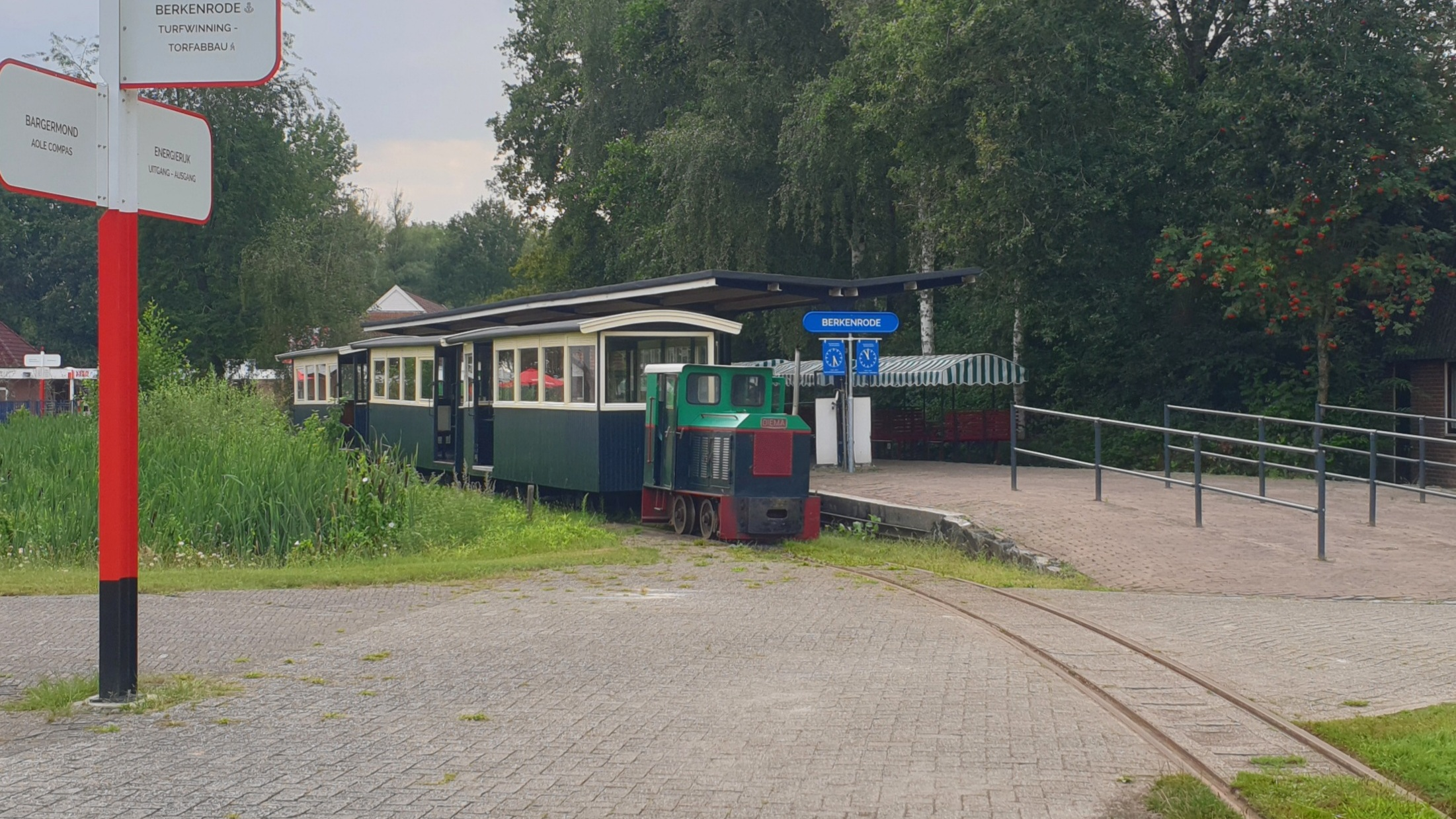
Station Berkenrode (2024)
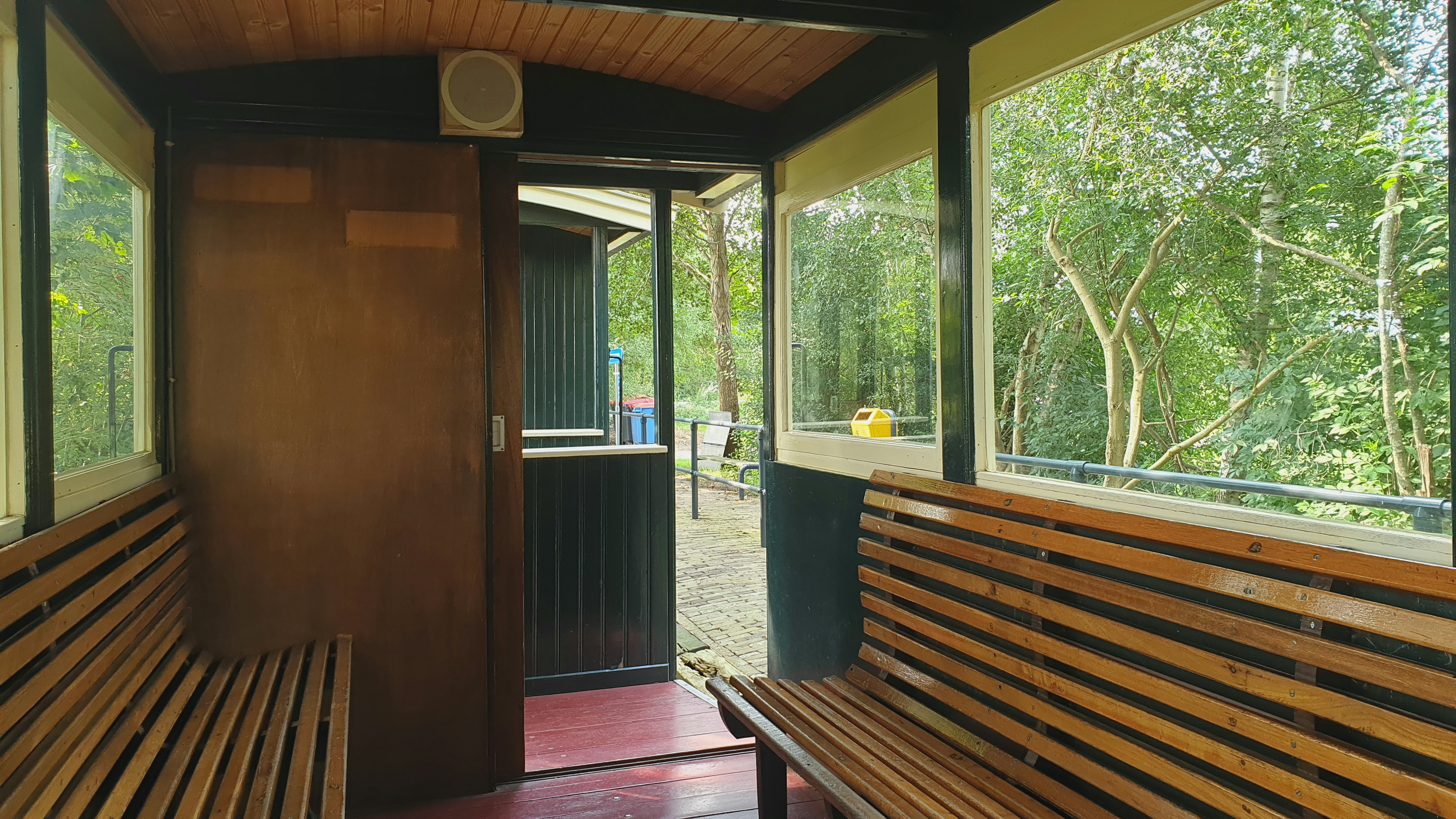
Interieur van de gesloten rijtuigen (2024)
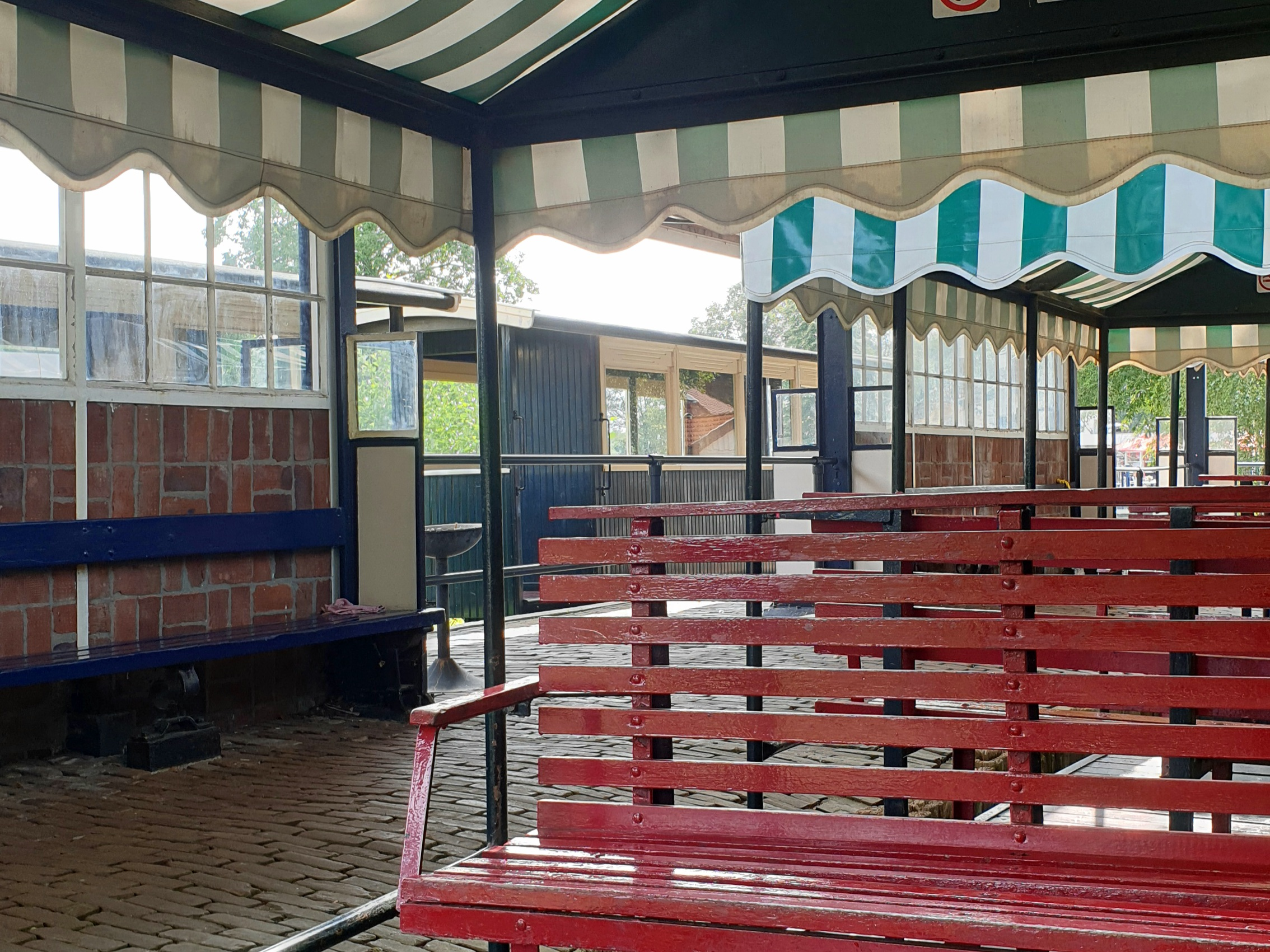
Station Berkenrode, gezien vanuit de Veentrein (2024)
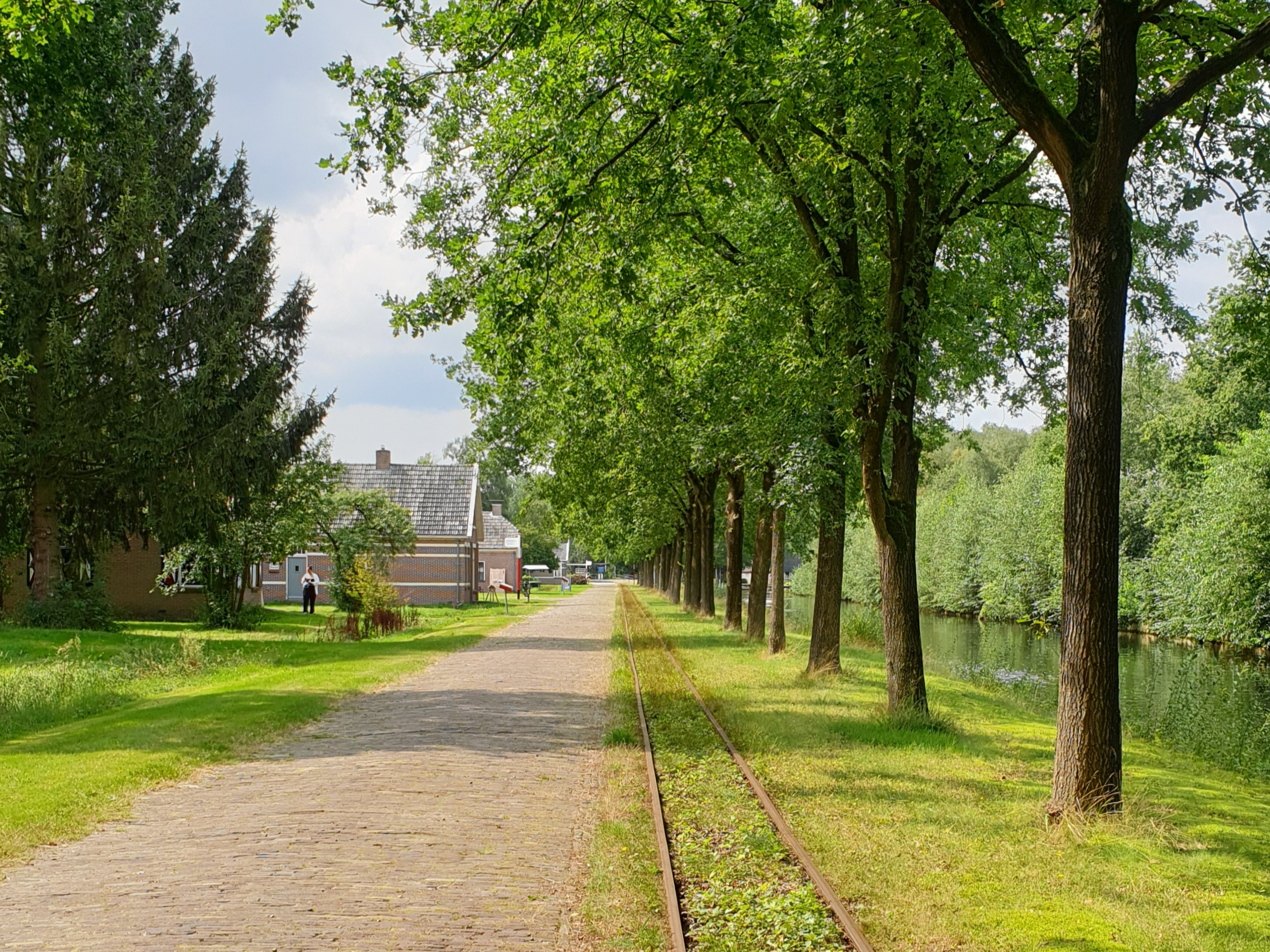
Het spoortraject langs het kanaal (2024)
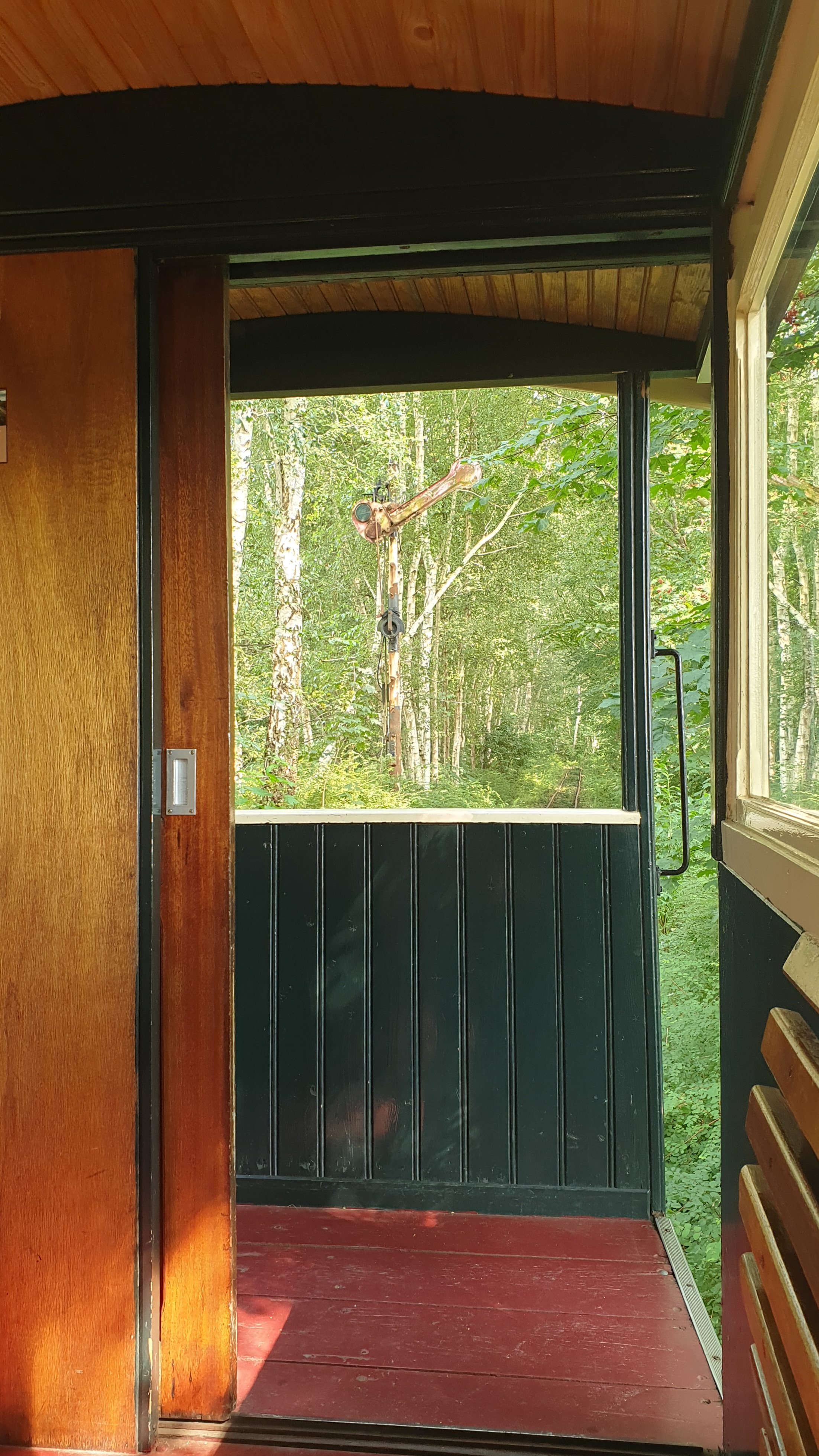
Een armsein, gezien vanuit een gesloten rijtuig (2024)
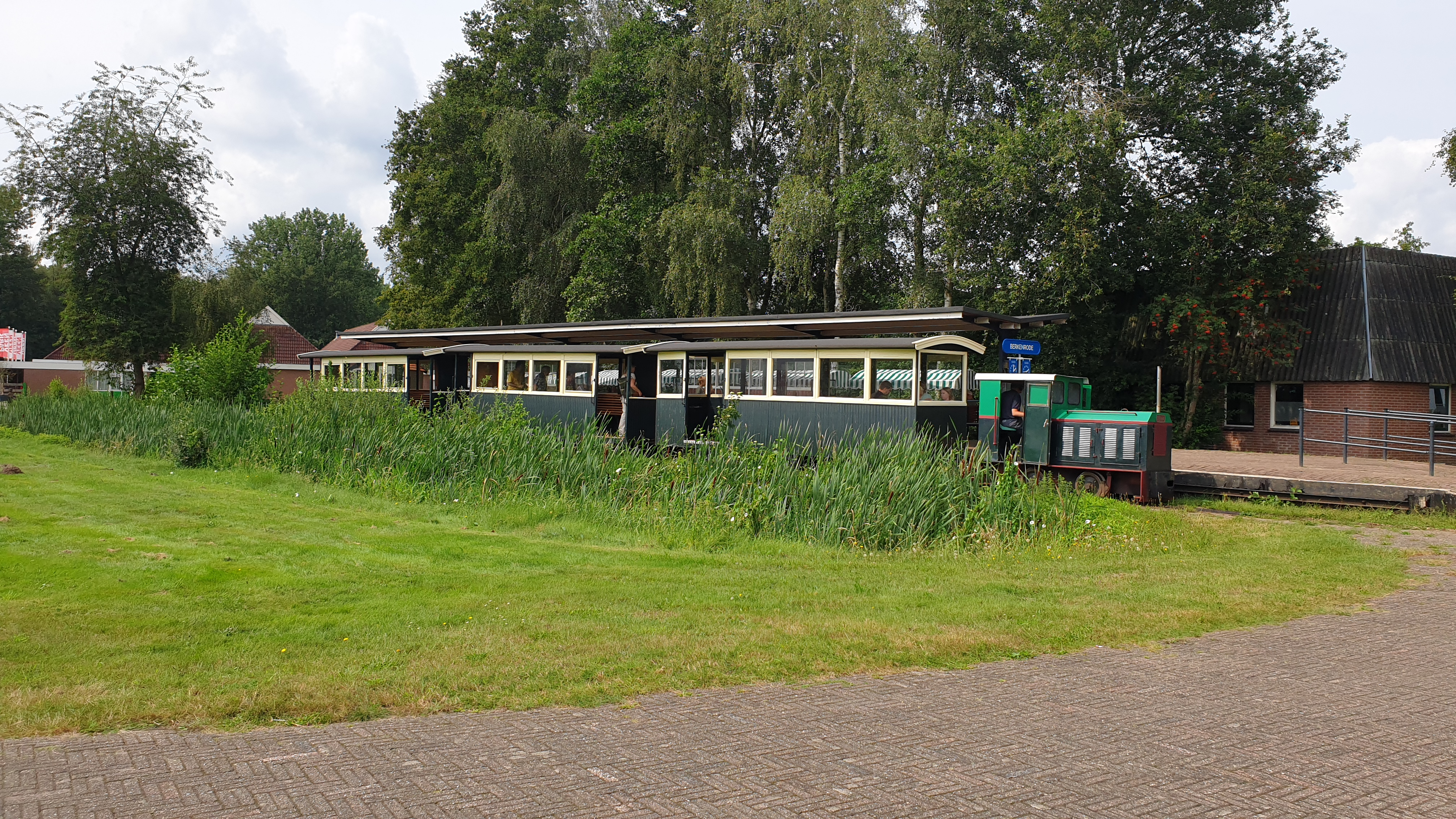
De Dorpstrein bij station Berkenrode (2024)